# Aeroportul Mount Gordon
Aeroportul Mount Gordon (IATA: GPD, ICAO: YGON) este un aeroport din Queensland, Australia.
Situat la o altitudine de 271 m, aeroportul dispune de o singură pistă. Este operat de Aditya Birla Group⁠(d).